# جون این هوا
جون این هوا (کره‌ای: 전인화؛ زادهٔ ۲۷ اکتبر ۱۹۶۵) بازیگر اهل کره جنوبی است.
او حرفه بازیگری خود را در سال ۱۹۸۵ آغاز کرد. از جمله کارهایی که او در آنها ایفای نقش کرده‌است می‌توان به نان، عشق و رؤیاها (۲۰۱۰) اشاره کرد.

## زندگی شخصی
جون این هوا با بازیگر یو دونگ گون ازدواج کرده‌است. آنها یک پسر و یک دختر دارند.